# Joseph Gallieni
Joseph Simon Gallieni (nascut el 24 d'abril de 1849 en Saint-Béat, Haute-Garonne i mort el 27 de maig de 1916 a Versailles) va ser un militar francès de la fi del segle xix, que va desenvolupar gran part de les seves activitats en les operacions de colonització dutes a terme per França, com a administrador colonial, deixant una profunda empremta sobre la història de la colonització francesa, culminant la seva carrera durant la Primera Guerra Mundial. Va ser nomenat mariscal de França, a títol pòstum, el 1921.

## Biografia
Joseph Gallieni era fill d'un immigrant italià. Després dels seus estudis en el pritaneu de la Flèche, va passar a l'Escola Militar Especial de Saint-Cyr el 1868. Es convertí el 15 de juliol de 1870 en sotstinent d'infanteria de marina.

### La guerra de 1870
Recentment ascendit, participà en el 3r Regiment d'Infanteria Colonial francès (3 RIM), d'infanteria de marina, el 1870 en la Guerra Franco-prussiana contra Prússia, durant la qual destaca la seva actuació en la Batalla de Bazeilles, en les files de la brigada Martin des Palières i de la famosa «divisió blava», resultant ferit. Fet presoner l'1 de setembre de 1870, el sotstinent Galliéni fou enviat en captivitat a Alemanya i no tornà a França fins a l'11 de març de 1871.

### La Reunió (1873-1876)
Ascendit a tinent en el 2n Regiment d'Infanteria de Marina francès (2 RIM) el 25 d'abril de 1873, Joseph Gallieni va donar inici a la seva vida colonial a l'illa de la Reunió, en la qual passarà tres anys destinat.

### Expedicions a l'Àfrica negra (1876-1882)
L'11 de desembre de 1876, és destinat a una unitat de tiradors senegalesos, i embarca el 20 de desembre cap a Dakar, la porta de l'Àfrica negra, llavors encara misteriosa, on va prendre part en diverses expedicions militars i d'exploració. Gallieni és ascendit a capità en 1878.
Vegeu: Primera expedició de Gallieni (1879-1880) i Segona expedició de Gallieni (1880-1881)
En aquestes expedicions destaca que el 29 de març de 1880, va arriba a Bafoulabé, a Mali, on va aconseguir la signatura d'un tractat amb els caps locals, establint el protectorat francès. En 1881, al riu Níger, després d'onze mesos retingut, va negociar amb el sultà Ahmadou de Ségou el tractat de Nango, pel qual es concedia a França el control del comerç del curs alt del riu Níger.

### Missió a Martinica (1883-1886)
De 1883 a 1886 va estar destinat a l'illa de Martinica.

### Governador general del Sudan francès (1886-1891)
Després del seu retorn de Martinica, el 1886, fou ascendit a tinent coronel, i sis mesos més tard va rebre (20 de desembre de 1886), el comandament superior del Territori de l'Alt Senegal (conca superior del riu Senegal), conegut més tard com «Sudan francès». Obtingué alguns èxits a costa d'Ahmadu (1887) i va forçar a Samori Turé a fer un tractat pel qual aquest abandonava a França la riba esquerra del riu Níger.
Vegeu: Govern de Gallieni.
Durant el seu mandat com a governador, reprimeix durament una insurrecció dels nadius dirigida pel marabut Mahmadou Lamine (el seu tercer aixecament)

### Missió a la Indoxina (1892-1896)
De retorn a França, el tinent coronel Gallieni fou ascendit a coronel l'11 de març de 1891, cap de l'Estat Major del Cos d'Exèrcit de la Marina, i diplomat d'Estat Major amb l'esment «Molt bé». De 1892 a 1896, fou enviat a Tonkín, a la Indoxina, on va manar la 2a Divisió Militar del territori. Va combatre contra els pirates xinesos i va consolidar la presència francesa organitzant l'administració del país. El seu principal col·laborador fou el llavors comandant Lyautey.

### Governador general de Madagascar (1896-1905)
Ascendit a general de brigada, fou enviat el 1896 a la Colònia de Madagascar, per ocupar el càrrec de governador general. Arribà a Tananarive el 15 de setembre. Enfront dels mètodes diplomàtics del seu predecessor, el general M. Laroche, va preferir mètodes més ferms. La cort malgaixa, nucli de resistència, és vigilada. Dos ministres, la duplicitat dels quals havia estat contrastada, foren portats davant un tribunal, condemnats i executats. El primer ministre Rainilaiarivony fou deposat i es va exiliar. La pròpia nova reina, Ranavalona III, sorpresa en flagrant delicte de correspondència amb els opositors a l'ocupació francesa, va perdre el tron i es va veure forçada també a emprendre el camí de l'exili cap a Alger. En vuit anys de proconsolat va pacificar la gran illa, procedint a la seva colonització efectiva. Aquesta política controvertida li va valer l'àlies de Jeneraly masiaka (el general cruel), i es creu que va suposar la desaparició de prop de 100.000 nadius, d'una població de menys de 3 milions d'ànimes.
Segons el general Gallieni, l'acció militar havia de ser acompanyada per l'ajuda als pobles colonitzats en diferents àmbits, com l'administració, l'economia i l'ensenyament. Requeria un contacte permanent amb els habitants, alhora que un perfecte coneixement del país i de les seves llengües.

### Fi de la seva carrera militar: la Primera Guerra mundial

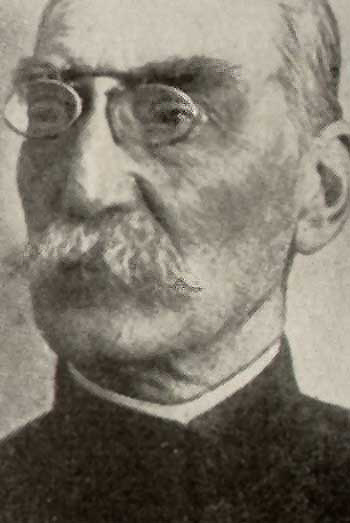
El general Gallieni.

El 9 d'agost de 1899, el general Gallieni fou ascendit a general de divisió Al seu retorn definitiu a França, en 1905, li quedaven encara 10 anys per al seu retir. Els va consagrar a la preparació de la Revenja enfront d'Alemanya. Governador militar de Lió i comandant del 14è Cos d'Exèrcit des del seu retorn, gran creu de la Legió d'Honor el 6 de novembre de 1905, fou nomenat pel Consell Superior de Guerra el 7 d'agost de 1908 i rebé igualment la presidència del Comitè Consultiu de Defensa de les Colònies.
Proposat per convertir-se en comandant en Cap de l'Exèrcit francès en 1911, declina l'oferta en favor de Joseph Joffre, sota pretext de la seva edat i la seva salut.
Retirat de l'exèrcit a l'abril de 1914, fou novament cridat a l'agost després de l'esclat de la Primera Guerra Mundial. El 26 d'agost de 1914, Gallieni fou nomenat governador militar de París per col·laborar en la defensa de la capital abans de la batalla del Marne. Mentre que els alemanys s'apropaven i el Govern fugia cap a Bordeus en plena catàstrofe, Gallieni va posar la ciutat en estat de defensa, tranquil·litzant als parisencs amb una proclama i va contribuir a la victòria del Marne, al setembre de 1914 gràcies, especialment, a les tropes que va enviar com a reforç a l'exèrcit del general Maunoury que es trobava l'el riu Ourcq, després de requisar fins i tot els taxis de la capital, a causa de l'escassetat de transports.
Joffre, inquiet per la influència i la reputació de Gallieni, va provar de marginar-lo: el va allunyar de la Caserna General, tot i considerar-se generalment que la reconducció reeixida de la perillosa situació fou obra de la iniciativa de Gallieni, amb el desplaçament de la guarnició de la capital (el VI Exèrcit) en taxi cap al Marne.
Posteriorment fou nomenat ministre de la Guerra a l'octubre de 1915, encara que dimiteix per motius de salut al març de 1916. Joseph Gallieni va morir dos mesos més tard, el 27 de maig de 1916, a Versalles, de resultes d'una intervenció quirúrgica. La seva relació amb Joffe fou tormentosa, especialment sobre les tàctiques utilitzades a la batalla de Verdún. El 1921, va rebre de forma pòstuma la promoció a mariscal de França. La promoció de l'Escola Militar Especial de Saint-Cyr de 1927 porta el seu nom.

## Etnologia
Durant els seus molts viatges i campanyes militars va recollir molts elements etnològics que va donar al Museu de Tolosa de Llenguadoc.

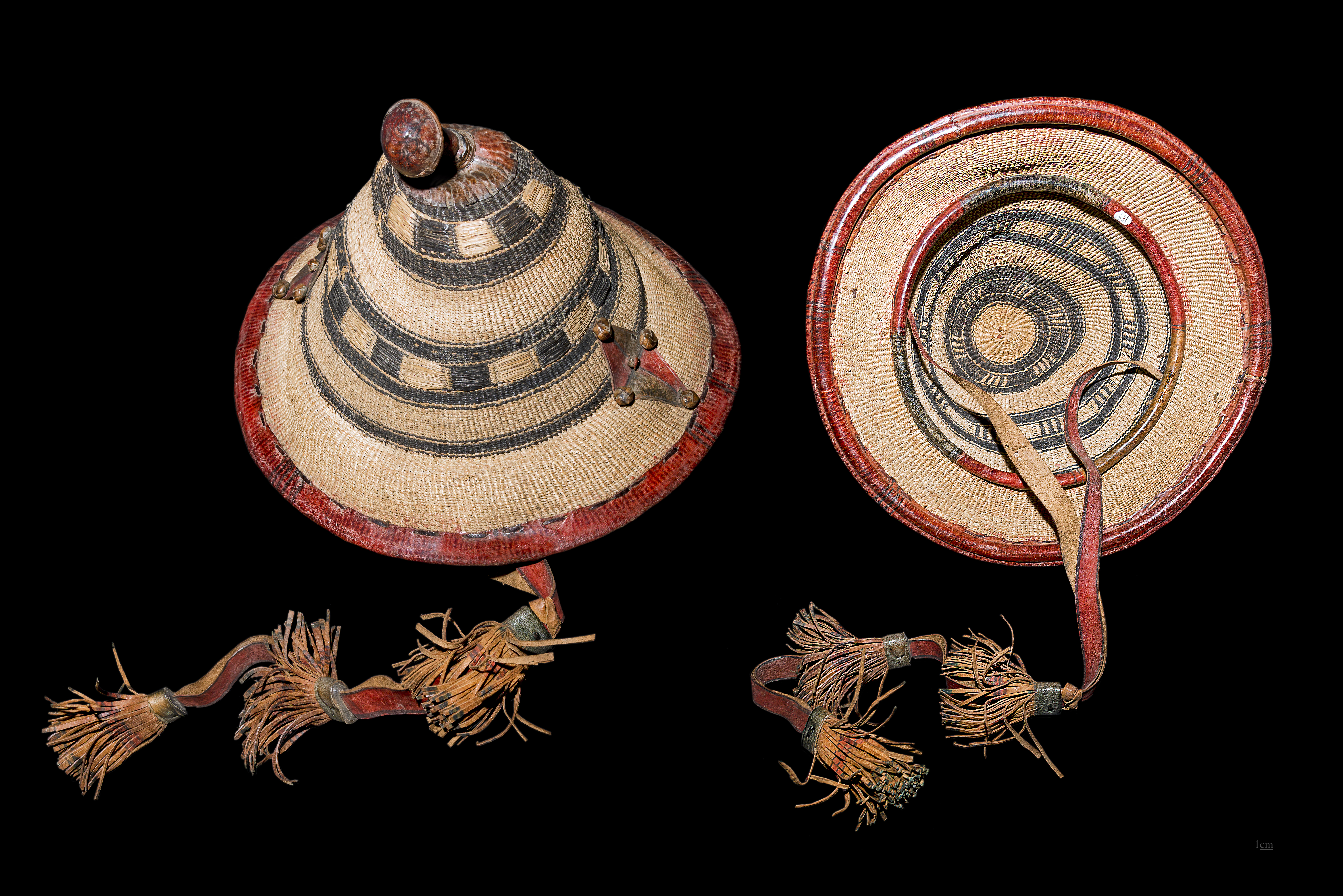
Barret de pastor Sudan francès MHNT
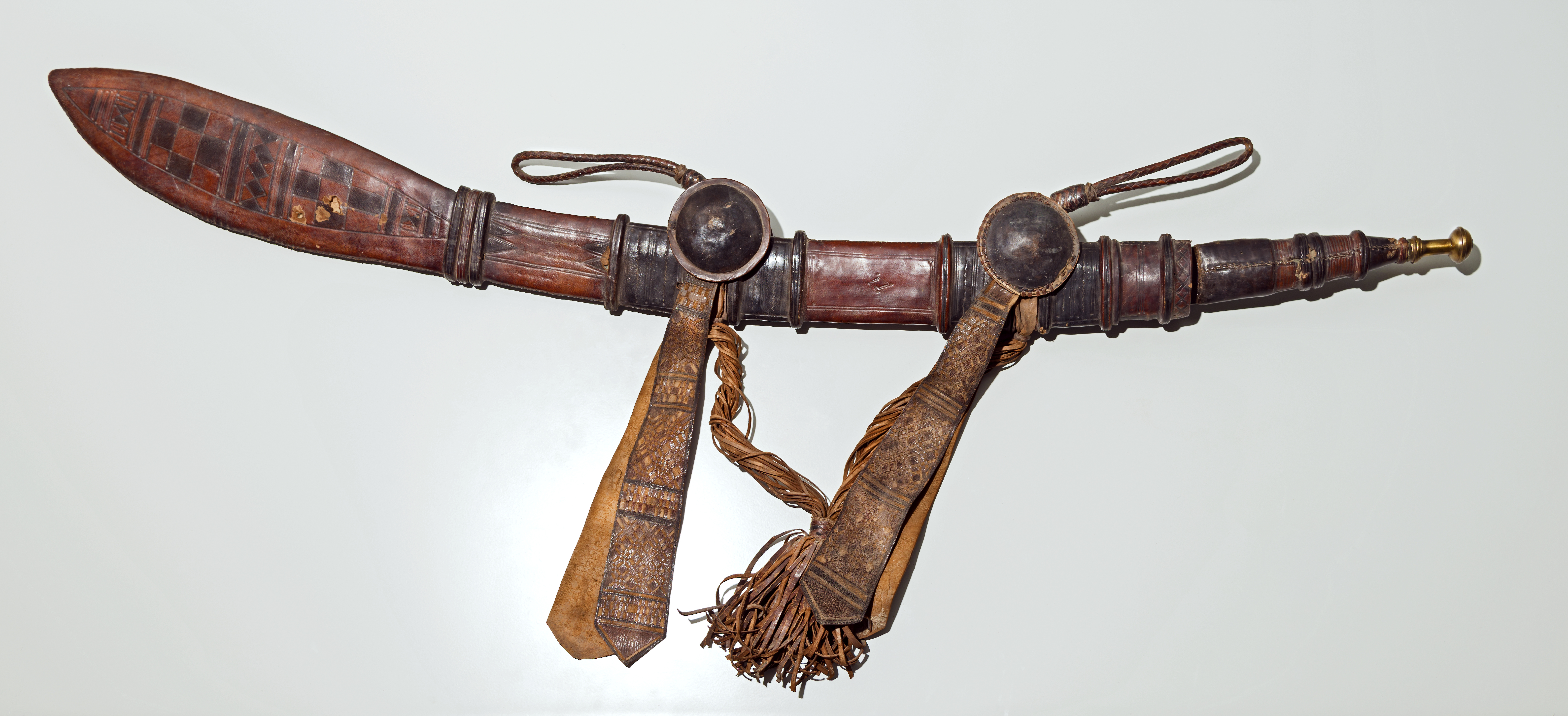
Sabre del Sudan francès MHNT
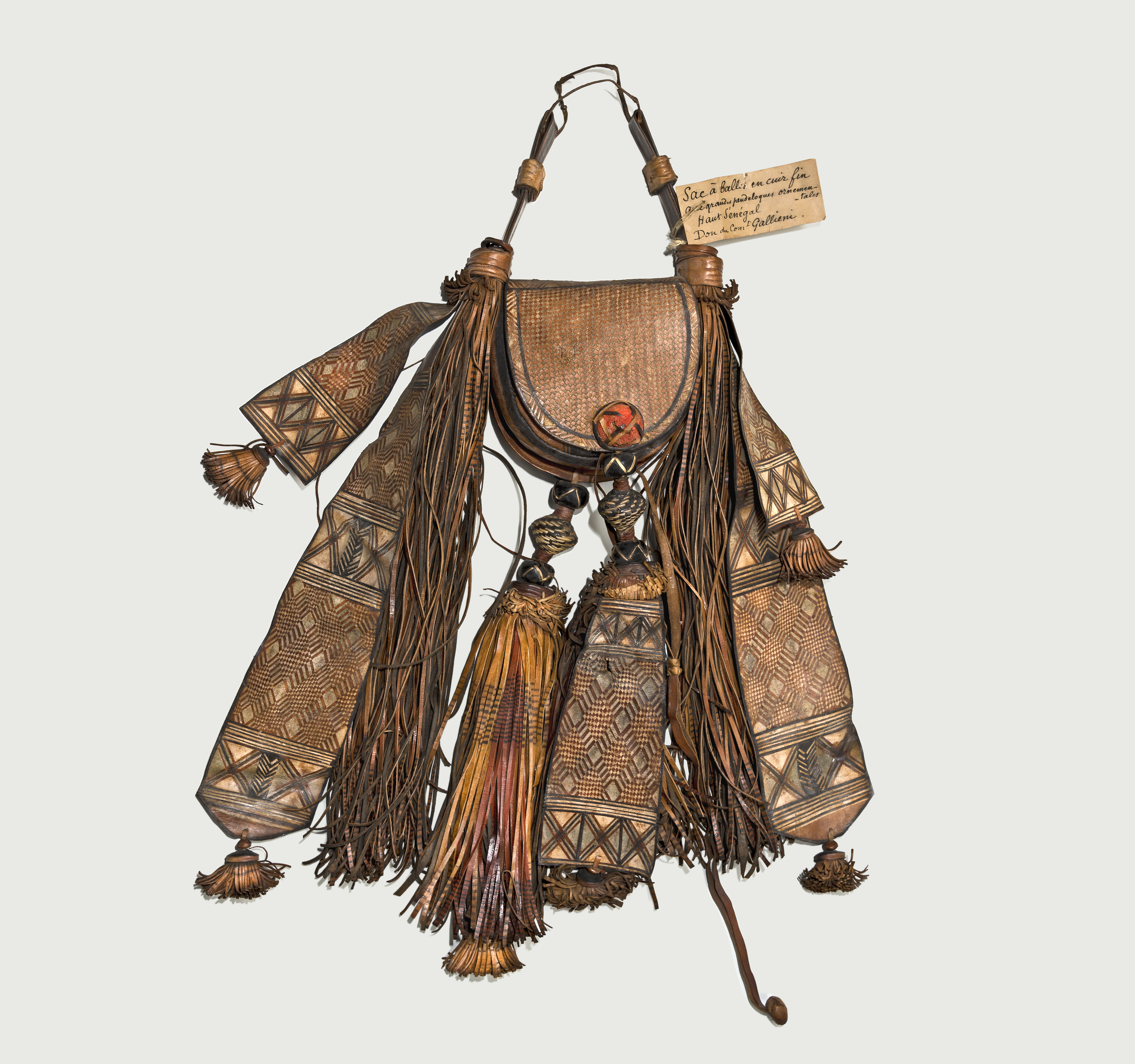
Borsa Sudan francès MHNT
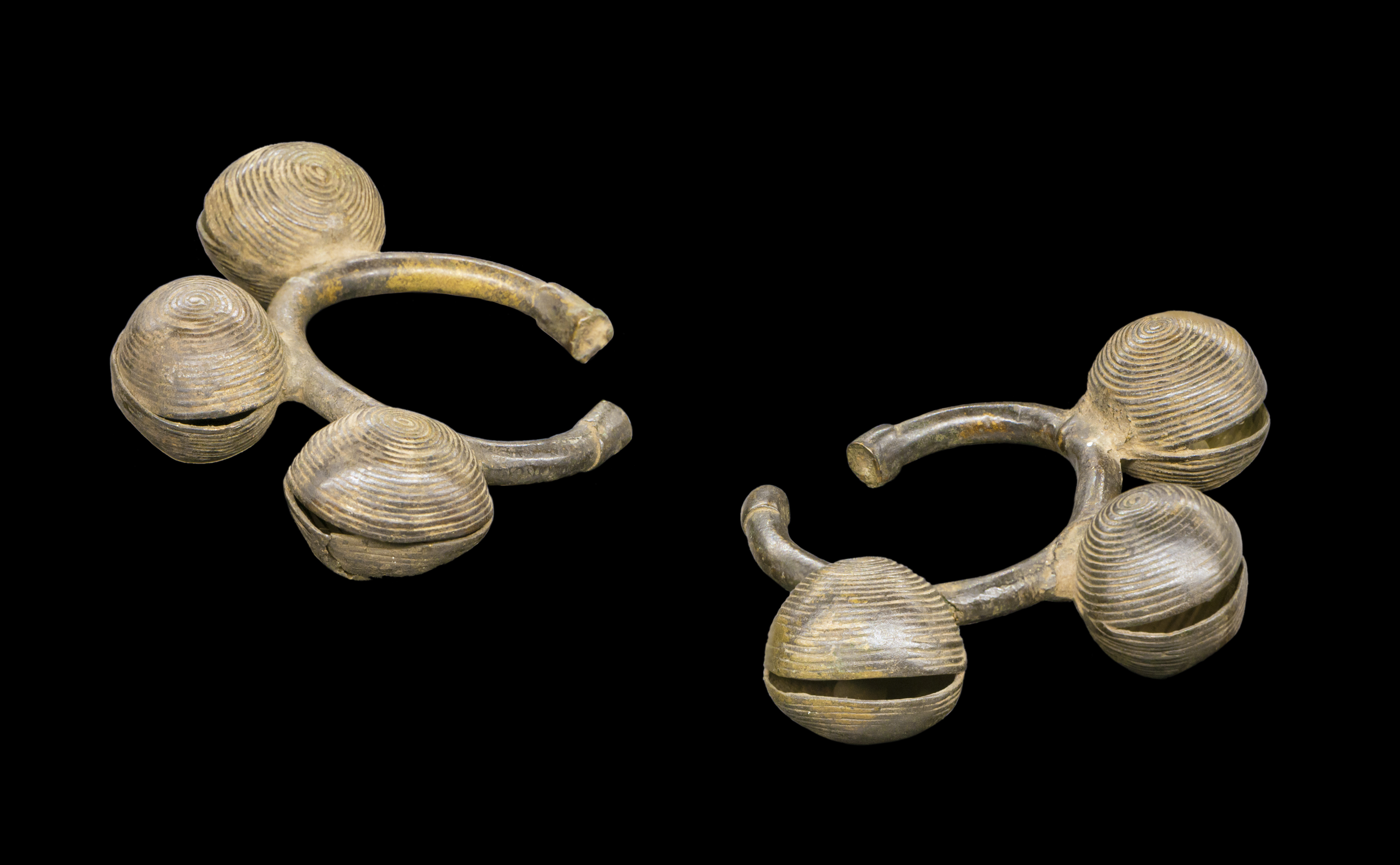
Tobillera. Dan (Grup Humà) MHNT
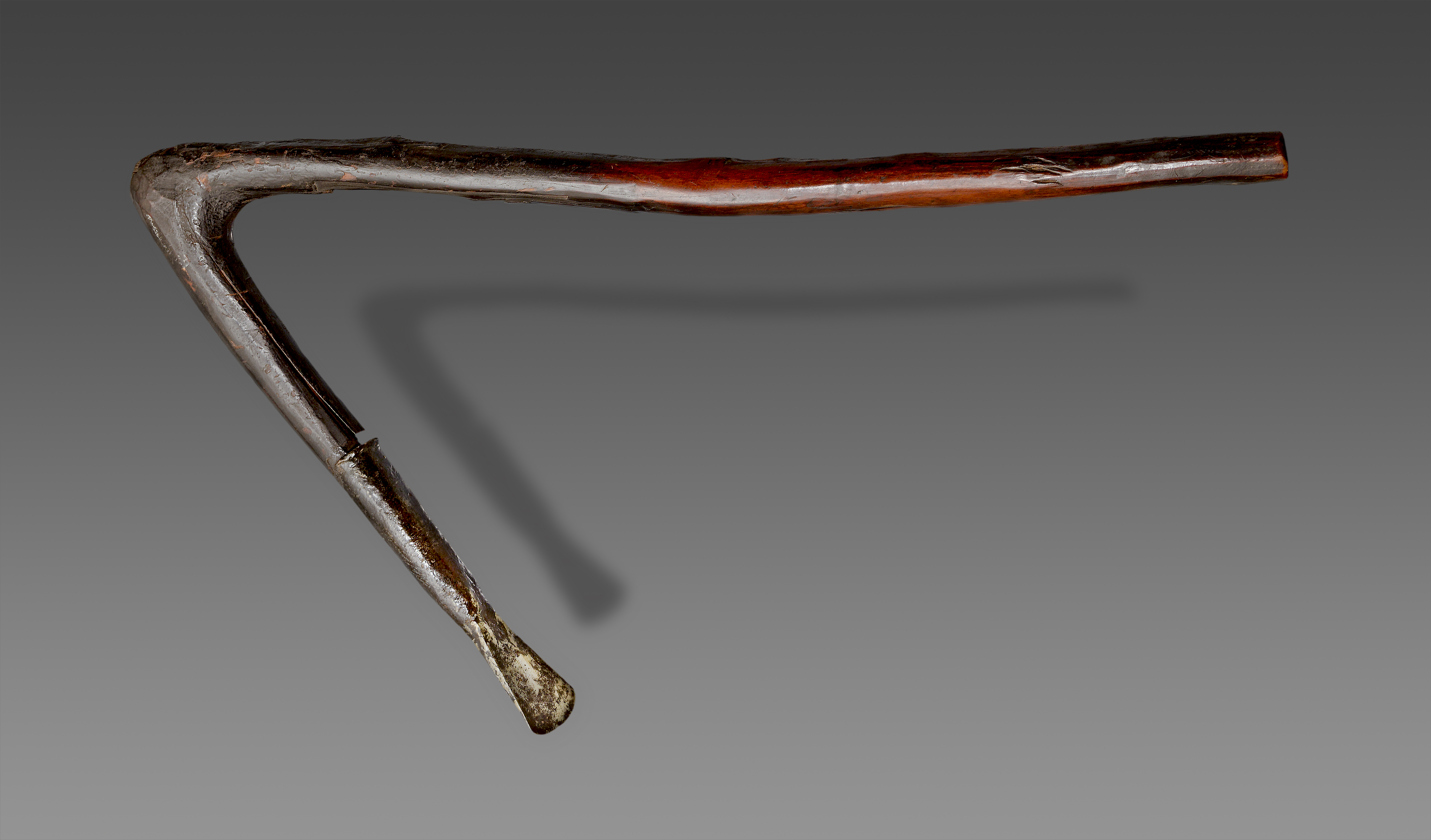
Aixa Seneagl MHNT
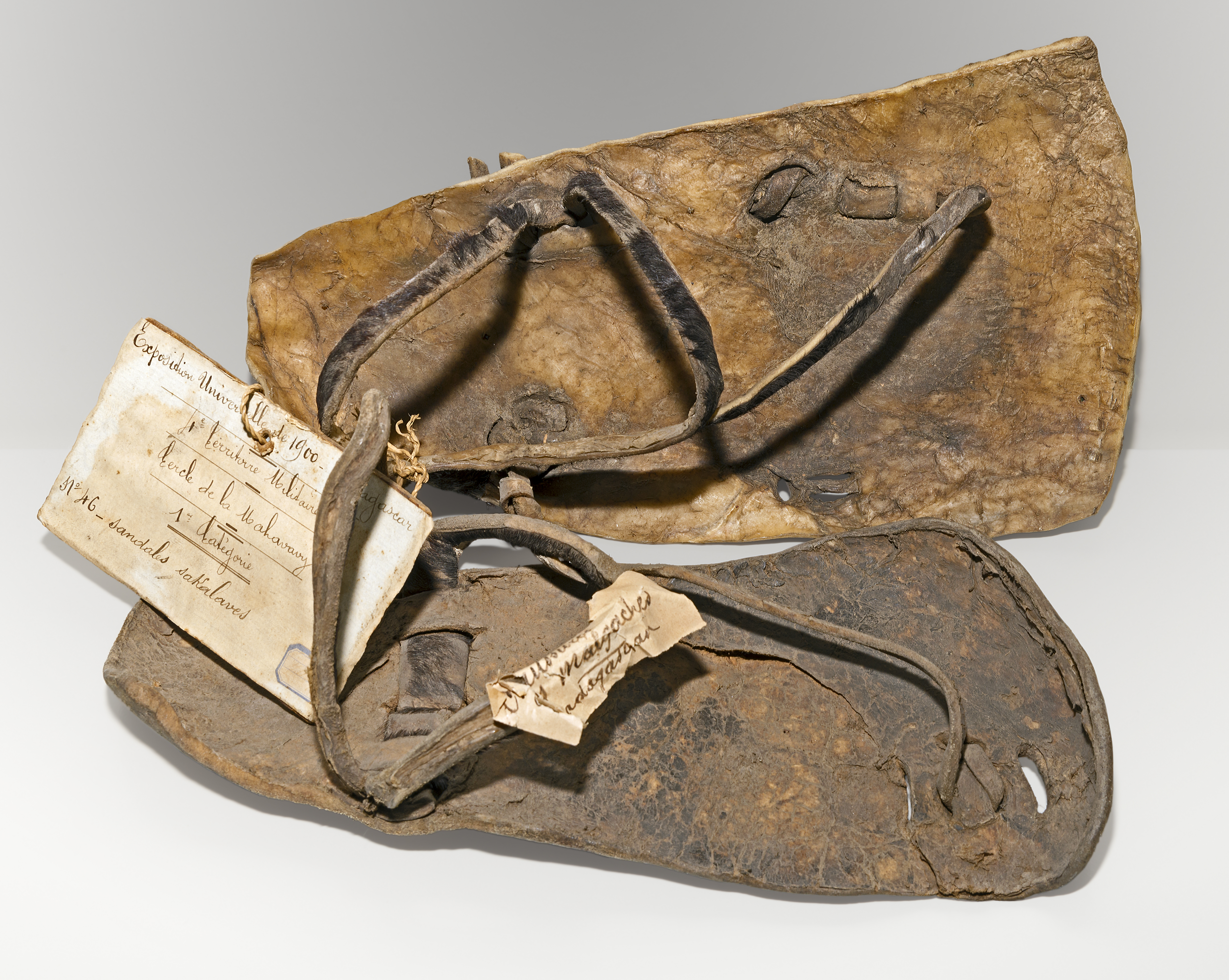
Parell de sandàlies sakalava exposat a l'Exposició Universal de París en 1900.MHNT